# Вільям Стайрон
Вільям Стайрон (англ. William Styron; 11 червня 1925, Ньюпорт-Ньюс — 1 листопада 2006, Мартас-Віньярд) — американський письменник, лауреат Пулітцерівської премії 1968, найбільш відомими романами якого є «Визнання Ната Тернера» та «Вибір Софі»

## Біографія
Народився в штаті Вірджинія. Закінчив Девідсон-коледж у Даремі в штаті Північна Кароліна, в кінці Другої світової війни служив в армії. Після війни закінчив Університет Дьюка, де в 1947 році отримав ступінь бакалавра мистецтв з англійської мови. Надалі Стайрон працював у видавництві McGraw-Hill.
Його перший роман «Зійди в пітьму», («Lie Down in Darkness»), опублікований в 1951 році, розповідав про самогубство молодої жінки, про що розмірковує її батько. Твір отримав позитивні відгуки літературних критиків.
На початку 1950-x років перебрався до Європи, де в 1953 році став одним із засновник журналу Paris Review.
У 1967 році вийшов роман «Визнання Ната Тернера» («The Confessions of Nat Turner»), що викликав гострі дискусії і приніс письменнику Пулітцерівську премію. Роман витримав кілька перевидань, його переклали на 20 мов. В основу роману покладено події Повстання американських чорношкірих рабів на чолі з баптистським проповідником Натом Тернером 1831 року. Передсмертну сповідь Тернера, виступ якого призвів до смерті близько 50 білих чоловіків, жінок і дітей, записав його адвокат Томас Грей. Головний герой роману змальовується релігійним фанатиком, одержимим фантазіями про сексуальне насильство над красивою 18-річної білою дівчиною Маргарет. Убивши її, Тернер починає сумніватися в своїй правоті. Після виходу книги чорношкірі письменники піддали її критиці, звинувативши автора в расизмі й ігноруванні історичних фактів. В СРСР роман довгий час не видавався, «Літературна газета» опублікувала рецензію марксиста Герберта Аптекера, який звинувачував автора у спотворенні «образу народного героя»
Неоднозначну реакцію (серед євреїв) також викликав наступний великий роман Стайрона «Вибір Софі» (1979), в якому розповідається про польку, яка пережила нацистський концтабір Освенцим. Її єврейський коханець Натан звинувачує героїню в тому, що вона залишилася жива. У 1983 році роман був екранізований, актриса Меріл Стріп отримала кінопремію «Оскар» за роль Софі.
Останній роман «Шлях воїна» вийшов 2001 року. Письменник працював над ним з перервами близько десяти років.
Стайрон помер 1 листопада 2006 року в віці 81 року від пневмонії.

## Твори
- 1951 — Зійди в пітьму (англ. Lie Down in Darkness)
- 1952 — Довгий марш (англ. The Long March)
- 1960 — І підпалив цей дім (англ. Set This House on Fire) (рос. пер. 1987)
- 1967 — Визнання Ната Тернера (англ. The Confessions of Nat Turner) (рос. пер. 2005)
- 1979 — Вибір Софі (англ. Sophie’s Choice) (рос. пер. 1991)
- 1990 — Видима пітьма (англ. Darkness Visible)
- 1993 — Ранок у межі припливів (англ. A Tidewater Morning)